# Heiko M/S/O
Heiko M/S/O, bürgerlich Heiko Schäfer, (* 15. Februar 1970 in Hanau; † 17. Mai 2017) war ein deutscher DJ, Musiker und Labelbetreiber in der elektronischen Musikszene. Sein Zwischenname MSO bedeutet Mental Sound Odyssey.

## Leben
Heiko „MSO“ Schäfer begann als Zwanzigjähriger seine berufliche Karriere als Teilzeitschallplattenverkäufer bei Boy Records im hauseigenen Label Cyclotron-Records in Frankfurt.
1991 begleitete er als Support-DJ die Live-Tour des Hypnotist durch Deutschland. Ein Wechsel von Boy Records zum damals neugegründeten Delirium Record Store führte Schäfer zu seinem späteren langjährigen Labelpartner Ata Macias. Im gleichen Jahr wurden Schäfer und Ata Macias erstmals Resident-DJs im Frankfurter Club Plastik. 1992 produzierten Ata, Atom Heart und Heiko MSO unter dem Pseudonym Ongaku ihre erste gemeinsame Platte namens Mihon auf dem Label Pod Communication. Kurze Zeit später folgte sein ebenfalls von Atom Heart produziertes Soloprojekt M/S/O – Trax auf Pod Communication. Ata und Heiko gründeten im Oktober 1992 ihr erstes gemeinsames Label Ongaku Musik.
1993 wurden die Ongaku-Sublabel Klang Elektronik und Playhouse gegründet, nachdem Roman Flügel und Jörn Elling Wuttke (zusammen bekannt als Alter Ego und Acid Jesus) als Produzenten zum Team gestoßen waren. Fünf Jahre lang war das Nachtleben in Frankfurt Ata und Schäfers sowie auch ND Baumeckers musikalisches Zuhause und wurde auch von internationalen Gast-DJs wie z. B. Kerri Chandler, Luke Solomon, Matthew Herbert, Cajmere, Larry Heard oder DJ Sneak bespielt. Die Popularität des Wild Pitch Clubs führt die beiden zu einer Vielzahl von Gastspielen über die Stadt- und Landesgrenzen hinaus, unter anderem als Support-DJs der Marlboro-US-House-Tour 1995. Im Herbst 1994 legt Schäfer bei der Sonnenfinsternis-Party im chilenischen Arica gemeinsam mit Ricardo Villalobos, Stacey Pullen und Derrick May auf. 1995 produzieren Pascal FEOS und Heiko Schäfer ihren ersten weltweiten Underground-Hit: Feos vs MSO – Our Music. 1996 reiste er zum ersten Mal in die Vereinigten Staaten und spielte bei Auftritten in Detroit und Chicago. 1997 verließ er den Delirium Record Store, um sich professioneller auf die stark zunehmende Labelarbeit von Ongaku, Klang Elektronik und Playhouse konzentrieren zu können. Zusammengenommen erschienen auf den drei Labels bis 2011 über 370 Veröffentlichungen.
Der Erfolg seiner Labels machte ihn als DJ international bekannt. Er spielte in einer Vielzahl namhafter Clubs wie z. B. Tresor, Weekend, Watergate, Ostgut (Berlin), Bar Rhumba und Fabric (London), Rex Club und Batofar (Paris), Mondo und Goa (Madrid), Club Nitsa (Barcelona) sowie im Amnesia und Space in Ibiza. Seine Zusammenarbeit mit der Red Bull Music Academy führte ihn nach Dublin, für das Goethe-Institut reiste er für mehrere Auftritte im Jahr 2000 nach Mexiko-Stadt (erste Love Parade dort) und 2009 nach Peking in China. 2001 begann Schäfer mit seinem Kollegen Johnny Love die Partyreihe Chocolat, bei der er an wechselnden lokalen Orten als DJ auflegte. Zudem bestritten beide (ursprünglich mit Ata Macias 1993 gegründet) eine unregelmäßige Partyreihe in Frankfurt namens Männer ohne Nerven. 2005 veröffentlichte Schäfer mit FEOS und seinem neuen Studio-Kollegen Michael Laven neue eigene Produktionen. Von 2011 bis 2013 veranstalteten Schäfer und Einzelkind die monatliche Partyserie Morning Factory in Frankfurt, die die beiden für Gastspiele unter anderem weiter nach Berlin, Genf und andere Städte führte.
2013 gründete Schäfer sein Label MSO Records für seine Eigenproduktionen bzw. musikalischen Kooperationen. Unter dem Namen Laven & MSO erschienen im Jahr darauf Der Schwarm und eine Zusammenarbeit mit Ricardo Villalobos unter dem Pseudonym El Rim Sordo Rhythm Group of ’84. Außerdem erschienen zwei von beiden gemeinsam produzierte Remixe für die ursprünglich 1994 auf Dance Mania veröffentlichte EP What’s your function von Sneaky Tim. Zuletzt war Schäfer Resident-DJ in der Kantine in Miltenberg, in der er seit 2013 alle drei Monate Partys mit Gast-DJs veranstaltete.
Heiko Schäfer lebte im Raum Frankfurt/Main. Anfang April 2017 wurde bei ihm Krebs diagnostiziert. Schäfer starb am 17. Mai 2017. Die Trauerfeier fand im Technoclub Robert Johnson statt.

## Diskografie (Auswahl)

### Single
- 1992: Ongaku – Mihon
- 1992: M/S/O – Trax
- 1995: F.E.O.S. vs. MSO – Our Music
- 1995: F.E.O.S. vs. MSO – Music Was Sent E.P.
- 1997: F.E.O.S. vs. MSO – Into The Groove
- 1997: Roman Flügel vs. MSO – Make You Move
- 1998: F.E.O.S. vs. MSO – Ideas & Experiences
- 2006: FEOS & MSO – Further & Further
- 2007: Laven & MSO – Looking For God
- 2008: FEOS & MSO – L.U.V.
- 2008: Laven & MSO feat. Malte – Reach
- 2010: Heiko M/S/O & Johannes Heil – You Should Know
- 2011: Laven & MSO – Hi Jackin
- 2013: FEOS & MSO – Fire & Desire
- 2013: Laven & MSO – Der Schwarm
- 2014: El Rim Sordo Rhythm Group Of '84 – Orlando
- 2014: Sneaky Tim – Mortal Kombat (Villalobos & MSO Remix Part 1 & Part 2)

### DJ-Mixe
- 1995: Neuton Future Classics
- 1996: Neuton Future Classics 2
- 1997: Slightly Different Volume 01
- 1999: Slightly Different Volume 02